# Cucina reggiana
La cucina reggiana è l'insieme delle specialità culinarie prodotte nella provincia di Reggio Emilia. Le specialità reggiane presentano molte somiglianze con quelle della cucina emiliana e delle regioni limitrofe, come ad esempio quella mantovana. Elemento principe della cucina di Reggio Emilia è il maiale, allevato fin dal medioevo nei territori circostanti. Dal suino, oltre ai salumi insaccati come prosciutti, salami, viene ricavato lo strutto, ingrediente base nelle cucine reggiane. Grande importanza viene data al formaggio, quasi esclusivamente Parmigiano-Reggiano, ed ai latticini, come il burro. Tra le verdure spiccano gli spinaci e le bietole, usati in due dei più noti piatti reggiani: i tortelli verdi e l'erbazzone.

## Antipasti
- Gnocco fritto diffuso nel reggiano, nel modenese e nel parmigiano, dove prende il nome di torta fritta. È un impasto a base di farina assottigliato, tagliato a rombi e fritto nello strutto. Consumato con qualche fetta di salame, costituiva la tipica cena improvvisata per gli ospiti inattesi.
- Gnocco al forno
- Polenta
- Erbazzone (in dialetto scarpasòtt o scarpasòun), impasto di erbette, uova, parmigiano-reggiano e aglio (ed eventuali altri ingredienti, secondo le tradizioni locali e anche familiari); nella versione tradizionale era fritto per lungo tempo nello strutto di maiale, fino ad assumere un colore molto scuro e una consistenza croccante. Una versione più moderna lo cuoce al forno su una base (o anche fra due strati) di pasta sfoglia: questa versione, molto più semplice e leggera, ha conosciuto negli ultimi decenni una larghissima diffusione.
- Chizze, sfoglia fritta ripiena di formaggio
- Câsagai specialità montanara, polenta fritta con all'interno fagioli
- Ciccioli

## Primi Piatti
- Tortelli verdi, piatto forte della cucina reggiana.
- Tortelli di zucca
- Tagliatelle con il Ragù. Nell'Appennino reggiano vengono preparate coi funghi.
- Cappelletti in brodo o con la panna. Nella tradizione contadina i cappelletti venivano consumati due volte di seguito: la prima volta in una scodella con l'aggiunta di un goccio di vino nel brodo, la seconda nella fondina con il brodo di cottura.
- Lasagne al forno, larghe strisce di pasta all'uovo alternate con strati di besciamella, ragù di carne e Parmigiano-Reggiano, e successivamente passate lungamente in forno fino alla gratinatura della superficie.
- Gnocchetti
- Passatelli, un impasto di Parmigiano-Reggiano, uovo, pangrattato e noce moscata, "passato" (da cui il nome) attraverso un disco bucherellato e cotto per qualche istante in brodo di carne.
- Pasta rasa, un impasto simile a quello dei passatelli grattugiato e cotto nel brodo.
- Quadrettini con le rigaglie (Quadertéin con fédgh e magoun): quadretti di pasta all'uovo cotti nel brodo di carne e arricchiti da un piccolo intingolo, preparato a parte, di interiora di pollame.
- Riso e verza
- Riso in cagnone
- Riso con crema all'uovo (Terdura), antica e sostanziosa minestra rustica ormai in disuso
- Maltagliati (Maltajèe): strisce di pasta all'uovo tagliate in modo asimmetrico e cotte nel brodo
- Ditali rigati con i fagioli (Macarunsèin cun i fasoi): pasta asciutta condita con un sugo di fagioli borlotti e pomodoro
- Bomba di Riso (nella sola Val d'Enza)

## Secondi Piatti
- Bollito misto
- Stracotto di somarina o di bue
- Polpettone di tacchino
- Cappello del prete
- Coniglio alla reggiana
- Valigini reggiani
- Zampone, cucinato principalmente nel periodo natalizio
- Barzigole, bistecchine di carne di pecora tipiche dei comuni di Baiso, Carpineti e Viano.
- Cipollata
- Frittelle di riso
- Frittelle di patate
- Rane fritte Tipiche della bassa Reggiana.
- Pesce Gatto fritto Diffuso nella bassa Reggiana.
- Lumache in Umido Diffuso nella bassa Reggiana.
- Polpettone di pane che nella bassa Reggiana è chiamato “ripieno”;

nell’economia contadina serviva come rinforzo al secondo di carne non particolarmente abbondante, in proporzioni dove probabilmente il pane era predominante rispetto al formaggio.
Occorre farlo mentre il brodo di carne è a fine cottura.

## Salumi e Formaggi
- Prosciutto crudo
- Pancetta canusina
- Parmigiano Reggiano, inventato secondo la tradizione nella frazione bibbianese di Barco.
- Pecorino, prodotto dai pastori nei borghi dell'Alto Appennino reggiano.

## Altri prodotti agroalimentari
- Anguria reggiana IGP
- Funghi porcini, le principali zone di raccolta sono presso il Passo del Cerreto e presso Ligonchio
- Aceto balsamico tradizionale di Reggio Emilia DOP

## Vini e liquori
- Lambrusco Reggiano
- Reggiano Lambrusco Salamino rosato
- Reggiano Lambrusco Salamino rosso
- Reggiano Lambrusco novello
- Reggiano Lambrusco rosato
- Reggiano Lambrusco rosso
- Reggiano bianco spumante
- Reggiano rosso
- Reggiano rosso novello
- Colli di Scandiano e di Canossa Lambrusco Grasparossa frizzante
- Colli di Scandiano e di Canossa Lambrusco Montericco rosato
- Colli di Scandiano e di Canossa Lambrusco Grasparossa
- Colli di Scandiano e di Canossa Lambrusco Montericco rosato frizzante
- Colli di Scandiano e di Canossa Lambrusco Montericco rosso
- Colli di Scandiano e di Canossa Lambrusco Montericco rosso frizzante
- Anisetta
- Acqua d'orcio
- Sassolino
- Nocino
- Saba

## Dolci
- Intrigoni, conosciuti anche come rosoni o chiacchiere: è il classico dolce di Carnevale. Nella tradizione reggiana venivano fritti nelle strutto di maiale.
- Spongata: antico dolce costituito da due dischi di pasta che racchiudono un impasto di marmellata, miele, frutta secca, spezie. La composizione dell'impasto può variare da cuoca a cuoca, mentre i dischi di pasta possono essere più o meno morbidi e più o meno sottili. Tradizionalmente l'impasto veniva preparato con larghissimo anticipo - anche qualche mese - per consentire il caratteristico amalgamarsi dei sapori. Tipico dolce domestico delle festività natalizie, attualmente è prodotto anche da aziende artigianali ed è reperibile tutto l'anno
- Bracciatella, semplice biscotto.
- Biscione reggiano, lussuoso e coreografico dolce che richiama la figura di un serpente. Pur essendo prodotto solo presso alcune pasticcerie specializzate, è molto diffuso nel periodo natalizio. Si tratta di un impasto a base di mandorle tritate arrotolato a spirale e ricoperto da una voluminosa meringa bianca. Tre pezzi di frutta candita costituiscono gli occhi e la lingua del serpente.
- Zuppa inglese, tipico dolce "al cucchiaio" reggiano composto da una base di biscotti savoiardi, (anticamente da fette di ciambella secca avanzata) imbevuti con una bagna di liquore per dolci (Alchermes) poi stratificato con crema pasticcera gialla e crema pasticcera al cacao.
- Sugo d'uva, prodotto principalmente durante la vendemmia, si presenta come un budino di uva rossa.
- Torta di castagne
- Torta di riso
- Tortellini dolci, ripieni di marmellata, di crema o di castagne, sia cotti al forno che fritti. Esistono anche tortellini al forno realizzati con la stessa pasta e lo stesso ripieno della spongata
- Maddalena dolcetto da colazione, venduto in tutti i bar del centro storico di Reggio Emilia, composto da un cestino di pasta sfoglia e un interno molto simile ad una torta margherita.